# Az-Zubára
Az-Zubára (arabsky الزبارة‎), je opuštěné pouštní město ležící na severozápadním pobřeží Katarského poloostrova přibližně 105 km od hlavního města Kataru Doha.
Zubára byla kvetoucím perlovým a obchodním přístavem na březích Perského zálivu. Je jedním z největších a nejlépe zachovaných obchodních měst z 18. a 19. století v zálivu. Odhadovaný počet obyvatel z této doby je 6 až 9 tisíc.
V roce 2013 byla Zubára zapsána na Seznam světového dědictví UNESCO.